# Макарович, Мария
Мария Макарович (словен. Marija Makarovič, урождённая Ягодич (словен. Jagodic), род. 15 августа 1930, Любляна) — словенский этнолог. 
Макарович родилась в Любляне в 1930 году. После окончания Люблянского университета в 1953 году с 1953 по 1989 год работала куратором Словенского этнографического музея. С 1993 по 1997 год возглавляла Словенский этнографический институт Урбана Ярника в Клагенфурте. В 2001 году она была одним из соучредителей Центра биографических исследований в Любляне вместе с профессором доктором Мойкой Рамшаком.
В 1979 году она выиграла премию «Левстик» за свои книги «Kmečka abeceda» и «Kmečko gospodarstvo na Slovenskem» («Фермерский алфавит» и «Управление фермерским хозяйством в Словении»).
В 2014 году она выиграла Премию Деклицы с Пищалко, которая присуждается округом Кочевье за профессионализм в области искусства, культуры и гуманитарных наук.
В 2017 году награждена словенской медалью «За заслуги».
Мария живёт в Любляне и замужем за этнологом Гораздом Макаровичем.

## Примечания

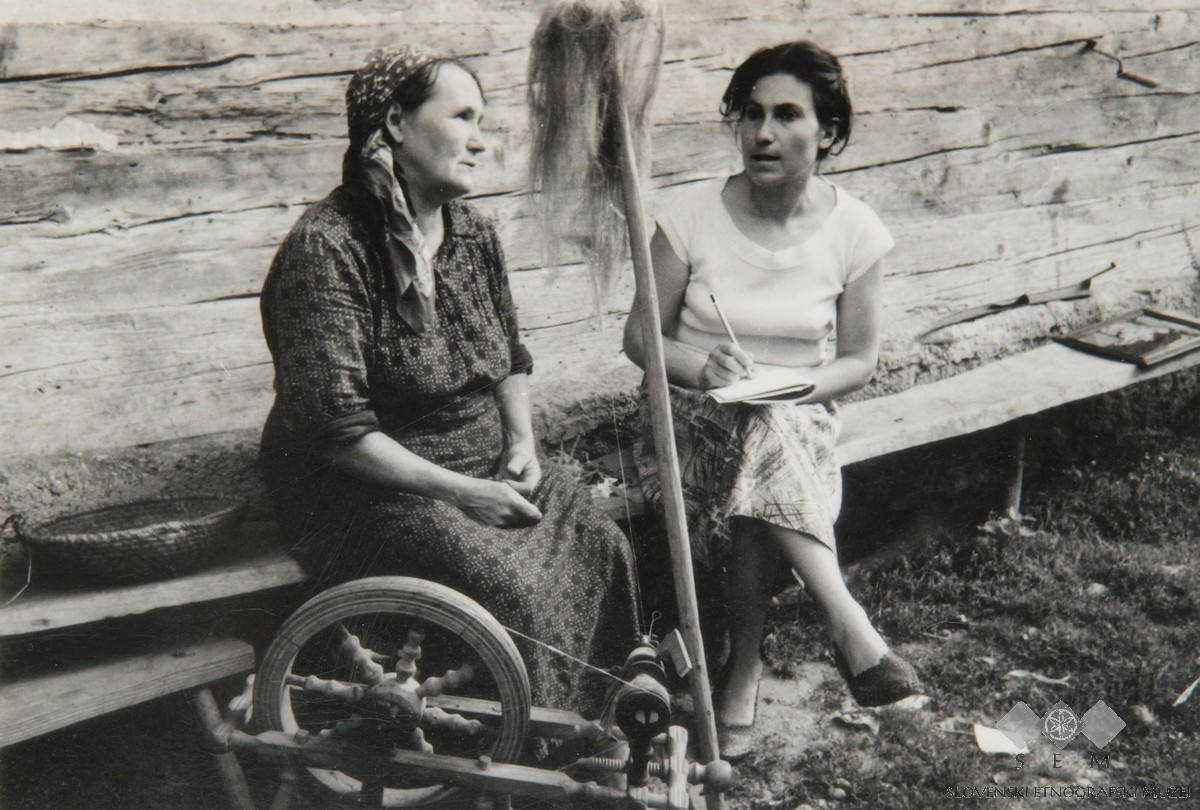
Мария Макарович на полевом исследовании возле Петернежа, Сподни Долич, 1963 год.